# دايفيد هيرست
دايفيد هيرست (بالألمانية: David Hurst)‏ (و. 1926 – 2019 م) هو ممثل مسرحي، وممثل أفلام، وممثل تلفزي ألماني، ولد في برلين، بدأ مشواره المهني سنة 1948، توفي عن عمر يناهز 93 عاماً.

## وصلات خارجية
- دايفيد هيرست على موقع IMDb (الإنجليزية)
- دايفيد هيرست على موقع روتن توميتوز (الإنجليزية)
- دايفيد هيرست على موقع ألو سيني (الفرنسية)
- دايفيد هيرست على موقع أول موفي (الإنجليزية)
- دايفيد هيرست على موقع قاعدة بيانات برودواي على الإنترنت (الإنجليزية)
- دايفيد هيرست على موقع قاعدة بيانات الأفلام السويدية (السويدية)
- دايفيد هيرست على موقع قاعدة بيانات الفيلم (الإنجليزية)
- دايفيد هيرست على موقع كينوبويسك (الروسية)